# Bengt Lidner
Bengt Lidner, né le 16 mars 1757 à Göteborg et décédé le 4 janvier 1793 à Stockholm, est un écrivain et poète suédois. Son opéra Medea est traduit en anglais et joué en Angleterre de son vivant, mais n'est pas joué en Suède avant 2004.

## Biographie
Begt Lidner perd son père à l'âge de 3 ans et sa mère à 14 ans. En 1774, à l'âge de 17 ans, il commence des études à l'université de Lund et produit deux dissertations en deux ans, mais est expulsé juste avant de présenter la seconde. En 1776, il rejoint un navire de la Compagnie suédoise des Indes orientales de Göteborg à destination de la Chine, mais s'enfuit au Cap en avril. En septembre, il s'engage comme étudiant à l'université de Greifswald, qui est alors située en Poméranie suédoise. Il y rédige une dissertation sur la justification de la Déclaration d'indépendance des États-Unis, mais on lui dit que ce sujet est trop sensible, en raison des relations diplomatiques de la Suède avec la Grande-Bretagne.
En 1779, il s'installe à Stockholm, où il entame une carrière littéraire. Malgré une réputation douteuse, il reçoit une bourse royale en 1780 et se rend à l'université de Göttingen en Allemagne, où il étudie et vit au-dessus de ses moyens. De Göttingen, il se rend à Paris, puis retourne à Stockholm en 1782. En 1787, il se rend en Finlande et épouse en 1788 Eva Jacquette Hastfer, avec laquelle il revient à Stockholm l'année suivante. En 1793, il meurt dans la plus grande pauvreté. En 1860, l'Académie suédoise pose une pierre sur sa tombe dans le cimetière de l'église d'Adolf Fredrik à Stockholm.
Les œuvres complètes de Lidner sont publiées (en suédois) dans de nombreuses éditions, la plus récente étant l'édition critique du texte de Svenska Vitterhetssamfundet en quatre volumes parus entre 1930 et 1992.